# Tomicobomorpha subplana
Tomicobomorpha subplana är en stekelart som beskrevs av Boucek 1988. Tomicobomorpha subplana ingår i släktet Tomicobomorpha och familjen puppglanssteklar.
Artens utbredningsområde är Papua Nya Guinea. Inga underarter finns listade i Catalogue of Life.